# Laacher See

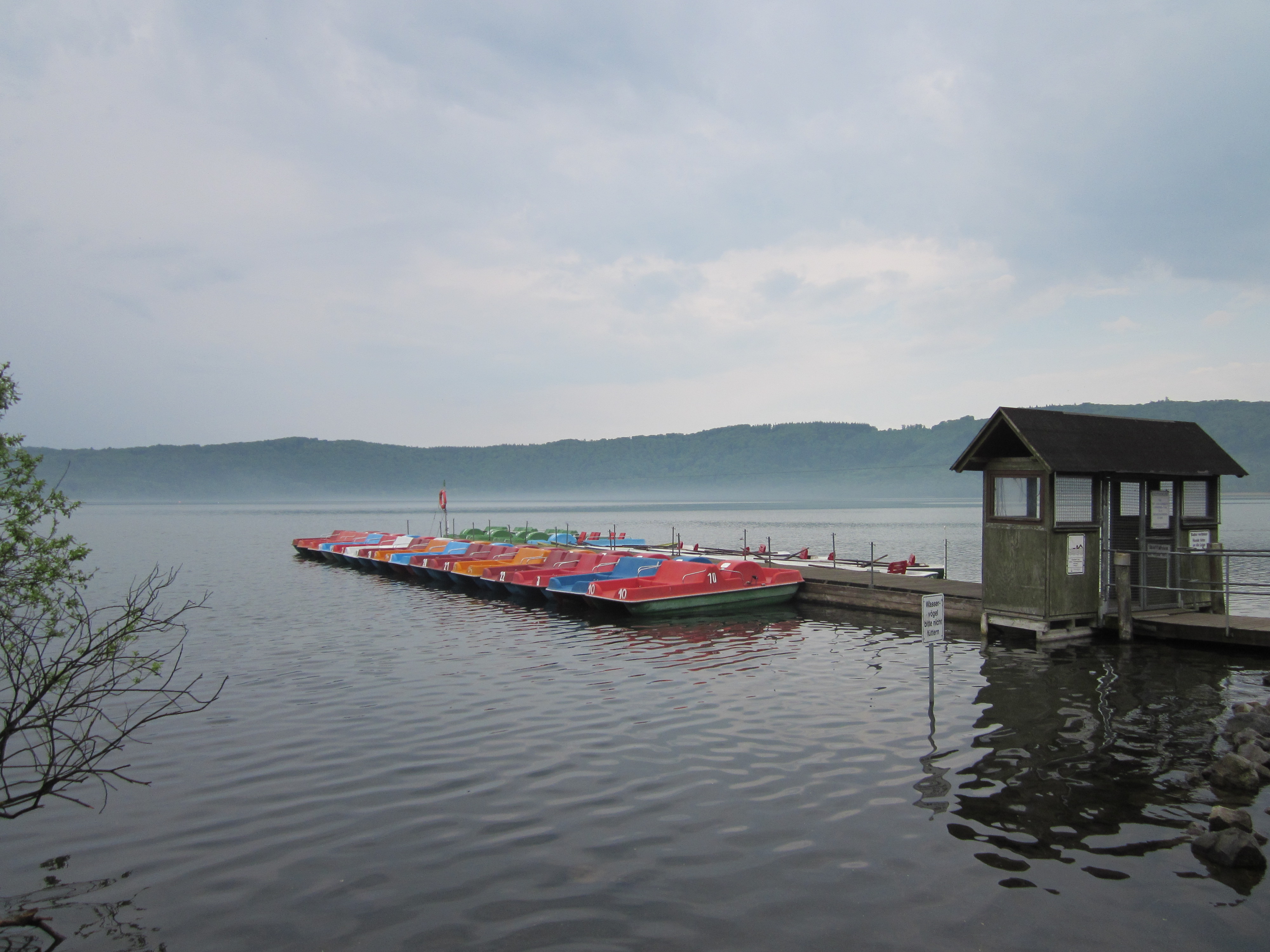
Uitzicht op Laacher See

De Laacher See is een kratermeer in Rijnland-Palts, Duitsland, vlak bij de steden Koblenz, Mayen (11 km), en Andernach (14 km). Het meer vult een vulkanische caldera in het Eifelgebergte, de enige caldera in Centraal-Europa. Het maakt deel uit van het vulkaanveld in de Oostelijke Eifel.
Het grote Eifelmeer heeft zijn naam verkregen uit het Oudhoogduitse woord "lacha". De naam betekent letterlijk "Meer van het Meer", vergelijkbaar met het "Loch Lochy" in de Schotse Hooglanden.

## Meer
Het meer ligt op 259 meter boven zeeniveau, is 8 km in omtrek en wordt omringd door een muur van hoge heuvels. Het water is blauw, erg koud en smaakt bitter. Het meer heeft geen natuurlijke uitloop waardoor het waterniveau aanmerkelijk wisselt door verdamping en regenval. Op de westelijke oever ligt de benedictijner abdij van Maria Laach (Abbatia Lacensis), gesticht in 1093 door Hendrik van Laach van het Huis Luxemburg, eerste heer van het Paltsgraafschap aan de Rijn, die zijn kasteel tegenover het klooster bovenaan de oostelijke oever van het meer had.

## Ontstaan
De caldera werd rond 10.930 voor Christus gevormd na de uitbarsting van de Laacher vulkaan. De achtergebleven korst stortte vermoedelijk 2 of 3 dagen na de uitbarsting in de lege magmakamer eronder. De resten hiervan kunnen nog door heel Europa teruggevonden worden en de tefra wordt vaak gebruikt voor het dateren van sedimenten. Een aantal unieke mineralen kan in de omgeving gevonden worden en mijnen halen de stenen uit de grond om te gebruiken als bouwmaterialen.
Met een geschatte Vulkanische-explosiviteitsindex van 6 (met ruim 5 km³ aan puin), was de uitbarsting van de Laacher vulkaan 5 keer krachtiger dan die van Mount Saint Helens in 1980 (VEI van 5 met 1,2 km³ aan materiaal).